# アン・アンダーソン
アン・アンダーソン（Anne Anderson、1874年 - 1952年5月26日）は、スコットランド生まれのイラストレータである。アール・ヌーヴォーのスタイルで、多くの子供向けの書籍の挿絵を描いた。

## 略歴
スコットランドで生まれた。家族とアルゼンチンに移り成人するまでアルゼンチンで育ち、そこでイラストに興味を持った。20代前半にイギリスに戻り、1910年ころ初めてイラストを描いた書籍が出版された。1912年6月に、画家のアラン・ライト（Alan Wright: 1864-1959）とバークシャーで結婚し 、その後そこに住んだ。夫は1900年ころ同性愛関連の書籍の出版に関わったことにより仕事を得にくくなっていたので、アン・アンダーソンのイラストを描くのを手伝った。
チャールズ・ロビンソン（Charles Robinson: 1870–1937）やジェシー・M・キング（Jessie M. King: 1875–1949)といった同時代のイラストレーターたちとともに、子供向けの書籍にアール・ヌーヴォーのスタイルの挿絵を描き高い人気をえた。アンダーソンがい挿絵を描いた作品には、アンデルセンやグリム兄弟の童話などがある。

## 作品

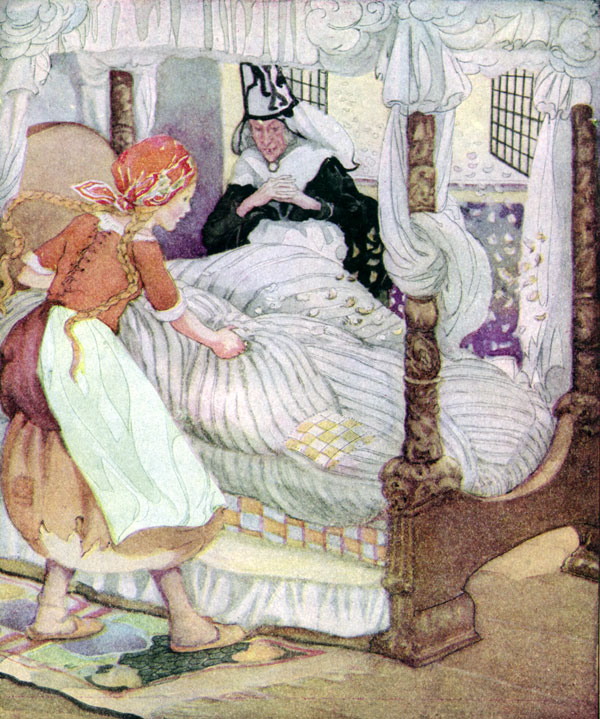
グリム童話『ホレのおばさん』
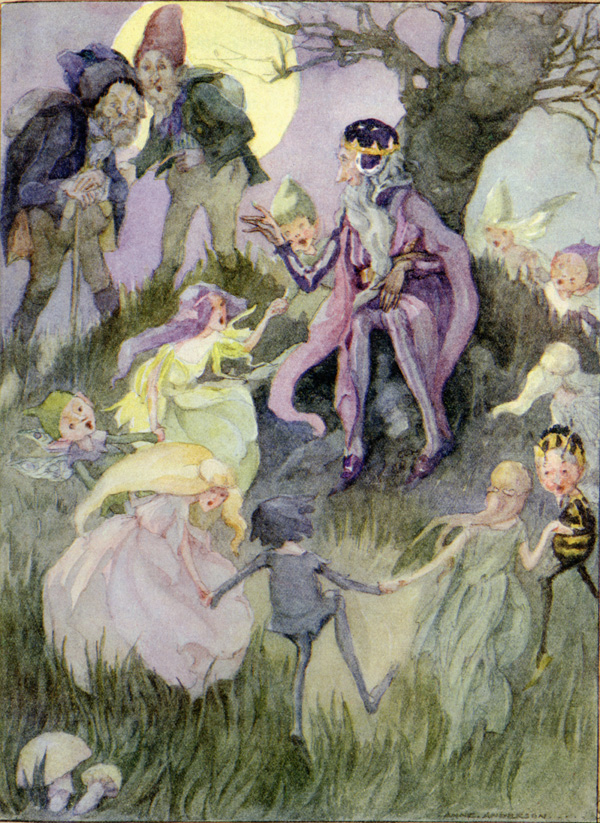
グリム童話『こびとのおつかいもの』
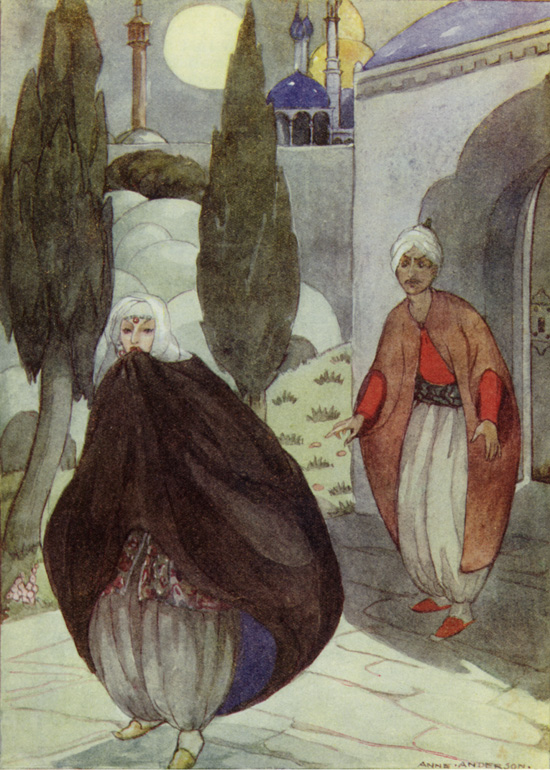
千夜一夜物語の挿絵